# 2006-os magyar tekebajnokság
A 2006-os magyar tekebajnokság a hatvannyolcadik magyar bajnokság volt. A bajnokságot június 3. és 4. között rendezték meg, a férfiakét Szegeden, a nőkét Székesfehérváron.

## Eredmények
| Versenyszám            | Arany                                           | Arany | Ezüst                                           | Ezüst | Bronz                                          | Bronz |
| ---------------------- | ----------------------------------------------- | ----- | ----------------------------------------------- | ----- | ---------------------------------------------- | ----- |
| Férfi napi egyéni      | Farkas Sándor Zalaegerszegi TK                  | 646   | Kovács Gábor Szegedi TE                         | 603   | Zapletán Zsombor Szegedi TE                    | 602   |
| Férfi páros            | Karsai László, Kiss Norbert Szegedi TE          | 1247  | Farkas Sándor, Fehér László Zalaegerszegi TK    | 1234  | Kakuk Levente, Kovács Gábor Szegedi TE         | 1229  |
| Férfi összetett egyéni | Farkas Sándor Zalaegerszegi TK                  | 1260  | Kiss Norbert Szegedi TE                         | 1224  | Kovács Gábor Szegedi TE                        | 1221  |
| Női napi egyéni        | Csurgai Anita Zalaegerszegi TE-ZÁÉV             | 571   | Airizer Emese Zalaegerszegi TE-ZÁÉV             | 569   | Miklós Nóra Zalaegerszegi TE-ZÁÉV              | 567   |
| Női páros              | Csongrádi Gyöngyi, Szabó Mónika Ferencvárosi TC | 1132  | Bozó Melinda, Wittmann Viktória Ferencvárosi TC | 1123  | Hudi Zsófia, Baracsi Ágnes Köfém SC, BBSV Wien | 1090  |
| Női összetett egyéni   | Bozó Melinda Ferencvárosi TC                    | 1165  | Csongrádi Gyöngyi Ferencvárosi TC               | 1147  | Miklós Nóra Zalaegerszegi TE-ZÁÉV              | 1122  |